# Pseudominurus nigrolimbatus
Pseudominurus nigrolimbatus là một loài bọ cánh cứng trong họ Rhynchitidae. Loài này được Peringuey miêu tả khoa học năm 1888.